# تاکانوساتو توشیهیده
تاکانوساتو توشیهیده (به ژاپنی: 隆の里 俊英) کُشتی‌گیر سوموی اهل استان آئوموری در کشور ژاپن است که پنجاه‌ونهمین کشتی‌گیر دارای رتبهٔ یوکوزونا محسوب می‌شود. وی در سال ۱۹۸۳ میلادی به این مرتبه ارتقا یافت و در سال ۱۹۸۶ میلادی بازنشست شد. تاکانوساتو توشیهیده توانست ۴ بار قهرمان (یوشو) مسابقات سومو شود.